# Bradlec (kulle)
Bradlec är en kulle i Tjeckien.   Den ligger i regionen Liberec, i den centrala delen av landet, 80 km nordost om huvudstaden Prag. Toppen på Bradlec är 542 meter över havet, eller 52 meter över den omgivande terrängen. Bredden vid basen är 0,55 km.
Terrängen runt Bradlec är platt åt sydost, men åt nordväst är den kuperad.Runt Bradlec är det ganska tätbefolkat, med 65 invånare per kvadratkilometer. Närmaste större samhälle är Lomnice nad Popelkou, 5,4 km nordväst om Bradlec. I omgivningarna runt Bradlec växer i huvudsak blandskog.